# Baring (Familienname)
Baring ist ein deutscher und englischer Familienname.

## Namensträger
- Adolf Baring (1860–1945), deutscher Jurist
- Albrecht Friedrich Georg Baring (1767–1835), deutscher Jurist
- Albrecht Heinrich Daniel Baring (1771–1831), deutscher Pastor
- Alfred Baring (1900–nach 1975), österreichischer Ingenieur, Schauspieler, Regisseur, Texter und Theaterleiter
- Arnulf Baring (1932–2019), deutscher Politikwissenschaftler, Jurist und Publizist
- Bingham Baring, 2. Baron Ashburton (William Bingham Baring; 1799–1864), britischer Politiker (Conservative Party)
- Charles Baring, 2. Baron Howick of Glendale (* 1937), britischer Botaniker und Politiker
- Daniel Eberhard Baring (1690–1753), deutscher Historiker, Bibliothekar und Paläograph
- Eberhard Baring (Theologe) (1608–1659), deutscher Theologe, Pädagoge und Universalgelehrter
- Eberhard Ludwig Baring (1688–1743), kurhannoverscher Jurist
- Eduard Baring (1838–1900), deutscher Generalsuperintendent der lutherischen Kirche
- Edward Baring, 1. Baron Revelstoke (1828–1897), britischer Bankier
- Evelyn Baring, 1. Earl of Cromer (1841–1917), britischer Diplomat
- Evelyn Baring, 1. Baron Howick of Glendale (1903–1973), britischer Gouverneur afrikanischer Kolonien
- Francis Baring, 1. Baronet (1740–1810), britischer Bankier und Politiker
- Francis Baring, 1. Baron Northbrook (1796–1866), britischer Politiker (Whigs, Liberal Party)
- Francis Baring, 6. Baron Northbrook (* 1954), britischer Politiker (Conservative Party)
- Franz Baring (1522–1589), niederländisch-deutscher Geistlicher, Superintendent von Sachsen-Lauenburg
- Georg Baring (1773–1848), deutscher Offizier
- Georg Baring (Pfarrer) (1901–1968), deutscher Pfarrer und Kirchenhistoriker
- Johann Baring (1697–1748), deutsch-englischer Kaufmann
- John Baring, 7. Baron Ashburton (1928–2020), britischer Bankier
- Martin Baring (1904–1989), deutscher Jurist und Richter
- Maurice Baring (1874–1945), britischer Schriftsteller
- Natalie Baring (1833–1913), deutsche Schriftstellerin
- Nikolaus Baring (1607–1648), deutscher Prediger
- Norah Baring (1907–1985), britische Schauspielerin
- Otto Baring (1806–1867), deutscher Mediziner
- Sabine Baring-Gould (1834–1924), englischer Priester
- Thomas Baring, 1. Earl of Northbrook (1826–1904), britischer Politiker, Vizekönig von Indien
- Walter S. Baring (1911–1975), US-amerikanischer Politiker
- William Baring (Mediziner) (1830–1901), deutscher Mediziner
- William Baring (Maler) (1881–1961), deutscher Maler und Grafiker
- William S. Baring-Gould (1913–1967), Herausgeber und Kommentator der Sherlock-Holmes-Geschichten